# Coniceromyia basalis
Coniceromyia basalis är en tvåvingeart som beskrevs av Borgmeier 1950. Coniceromyia basalis ingår i släktet Coniceromyia och familjen puckelflugor. Inga underarter finns listade i Catalogue of Life.